# Havtaske
 For alternative betydninger, se Havtaske (svømning).
Havtasken (Lophius piscatorius), også kaldet bredflab, er en op til 2 meter lang fisk med meget stort hoved, der er udbredt i det nordøstlige Atlanterhav. Den lever især af andre fisk, som den lurer på, mens den ligger skjult på bunden i en dybde af indtil 1.000 meter. Omkring Danmark er havtasken almindelig i Nordsøen, Skagerrak og en del af Kattegat.

## Udseende
Havtasken bliver op til cirka 170 cm, men er normalt mindre end en meter lang. Hovedet udgør ca. halvdelen af dens kropslængde. Oversiden er sortagtigt marmoreret, mens bugen er hvidlig. Gabet er meget stort med to rækker sylespidse tænder i forskellig størrelse. Tænderne kan lægges ned og er omgivet af hudskeder. På hovedet findes tre meget lange pigstråler. Den forreste har et bevægeligt led ved grunden, så den kan bevæges i alle retninger, og for enden af denne pigstråle findes en hudfold. Ved overgangen mellem overside og bug sidder hele vejen rundt om fisken en bræmme af hudlapper, hvilket således udvisker havtaskens omrids. Huden er uden skæl. Brystfinnerne er armlignende og bruges til at kravle hen over bunden med.
Havtasken anses af nogle som verdens grimmeste fisk.

## Levevis
Havtaksen æder fisk som knurhaner, fløjfisk, ålebrosmer, flynderfisk og små rokker, som den fanger, idet den ligger på lur på havbunden og lokker dem til ved at vifte med den forreste pigstråle. Generelt tager havtasken stort set alt, hvad den kan komme i nærheden af, hvilket også kan omfatte dykænder.
Om foråret gyder havtasken ca. 1 million æg i et sammenhængende bånd, hvor æggene ligger i et enkelt lag. Båndet er 8-10 meter langt og omkring 30 centimeter bredt. Det føres med strømmen, indtil æggene klækkes. Gydningen foregår på stor dybde dels på kontinentalskråningen vest for de Britiske Øer og dels i de norske fjorde eller på kontinentalsoklen. Havtasken er generelt udbredt fra Nordnorge og Island til Middelhavet.

## Anvendelse
Havtasken er en udsøgt spisefisk med fast, hvidt og smagfuldt kød.